# Hartberg-Fürstenfeld
Hartberg-Fürstenfeld  är ett distrikt i förbundslandet Steiermark i Österrike. Distriktet bildades den 1 januari 2013 genom en sammanslagning av distrikten Hartberg och Fürstenfeld.
Distriktet består av 36 kommuner, varav tre stadskommuner och nio köpingskommuner:

Kommunerna i distriktet Hartberg-Fürstenfeld.

Stadskommuner (Stadtgemeinden):
- Friedberg
- Fürstenfeld
- Hartberg

Köpingskommuner (Marktgemeinden):

- Bad Waltersdorf
- Burgau
- Grafendorf bei Hartberg
- Ilz
- Kaindorf
- Neudau
- Pinggau
- Pöllau
- Vorau

- Bad Blumau
- Bad Loipersdorf
- Buch-Sankt Magdalena
- Dechantskirchen
- Ebersdorf
- Feistritztal
- Greinbach
- Großsteinbach
- Großwilfersdorf
- Hartberg Umgebung
- Hartl
- Lafnitz
- Ottendorf an der Rittschein
- Pöllauberg
- Rohr bei Hartberg
- Rohrbach an der Lafnitz
- Sankt Jakob im Walde
- Sankt Johann in der Haide
- Sankt Lorenzen am Wechsel
- Schäffern
- Stubenberg
- Söchau
- Waldbach-Mönichwald
- Wenigzell